# De kokende kei
De kokende kei is een kort stripverhaal uit de reeks van Suske en Wiske. Het is geschreven door Peter Van Gucht en getekend door Dirk Stallaert. Het verhaal wordt gepubliceerd in Tros Kompas sinds 18 juli 2009.

## Locaties
Dit verhaal speelt zich af op de volgende locaties:
- bos, brasserie De Bovenste Plank, markt, Italiaans restaurant la Nonna Crudo

## Personages
In dit verhaal spelen de volgende personages mee:
- Suske, Wiske, tante Sidonia, Lambik, Jerom, Tuur Garni (eigenaar brasserie), marktkramers, verkoopster van soepkeien, gasten van het restaurant, Piet Precies, Rik ambetant, Leo(nardo), Luigi, Alfonso, Felice, Rinaldo

## Het verhaal
Suske en Wiske maken een fietstocht en stoppen bij een brasserie. De ober lijkt dronken en valt, waardoor een man een fles op zijn hoofd krijgt. Ook andere bezoekers zijn ontevreden en ze verlaten het terras, het eten is niet lekker. De ober vertelt aan alcohol verslaafd te zijn sinds zijn vrouw is overleden. Hij kan niet naar een kliniek, want er is niemand die voor zijn zaak kan zorgen. Suske en Wiske besluiten in hun vakantie in de brasserie te gaan werken, zodat hij hulp kan zoeken. Tuur besluit Suske en Wiske te laten koken om te zien of zij het werk aankunnen. Dit mislukt en Tuur ziet af van opname in een kliniek. De volgende dag gaan Suske en Wiske met tante Sidonia naar de markt. Suske ziet een kraampje met soepkeien (zie ook Steensoep), daarmee kan een maaltijd niet mislukken. Thuis maakt Suske een pan met soep en Lambik en Jerom komen langs en blijven eten. 
Tot ieders verbazing smaakt de soep heerlijk en de volgende dag gaan de vrienden naar de brasserie. Tuur is overtuigd van de kookkunsten en vertrekt naar een kliniek. De zaak wordt opgefrist en de vrienden openen de brasserie. De klanten zijn tevreden en de kok wordt beter genoemd als Paul Bocuse. Het restaurant is voor tijden volegboek en op een dag melden zich inspecteurs van restogids de gulden pollepel. De brasserie verdient meerdere sterren en Suske wordt uitgenodigd bij tv-programma's en hij schrijft boeken. Een werknemer van La Nonna Crudo wil het restaurant bezoeken en dan doen alsof hij ziek wordt, maar het eten is te lekker. Een andere werknemer strooit kakkerlakken in de keuken van de brasserie en belt de Nationale Hygiënekeuring. Inspecteurs bezoeken de brasserie en zien een kakkerlak, maar Wiske vertelt dat dit een ingrediënt is. 
Suske maakt kakkerlak a la creme en het gerecht haalt de voorpagina van verschillende kranten. Leo en Luigi zijn woedend als de brasserie nu nog meer succesvol blijkt te worden. Leo belt zijn oom Alfonso, die bij de maffia zit. Er komen dan vier mannen met honkbalknuppels naar de brasserie en de boel wordt kapotgeslagen. Jerom werkt de mannen naar buiten en de vrienden verdenken de werknemers van het Italiaans restaurant, maar kunnen niks bewijzen. Dan gooit Leo gif in de pan van Suske, maar de gasten worden niet ziek. Leo drinkt zelf van het gif en dit blijkt gewoon te werken. De volgende dag gaat Leo naar de keuken van Suske en wordt betrapt door Lambik. 
Lambik verklapt per ongeluk het geheim van de steen en deze wordt omgewisseld voor een andere steen. De gasten vinden het eten niet lekker en het restaurant wordt gesloten. Lambik ziet dat het Italiaans restaurant een heropening heeft en samen met Jerom vermomt hij zich. Lambik en Jerom bezoeken het Italiaans restaurant, maar het eten smaakt afschuwelijk. Het is duidelijk dat de steen niet werkt bij oneerlijke mensen, het eten wordt zelfs viezer door de steen. Leo rent met een mes naar de brasserie en valt Suske aan, maar de verkoopster van de steen kan hem tegenhouden. Ze slaat Leo neer met de steen en vertelt Suske dat zijn taak is volbracht. Ze verdwijnt dan in het niks. Tuur stapt de keuken binnen en vertelt dat hij niet meer drinkt. Hij bedankt Suske voor de hulp en wil het restaurant succesvol houden.